# Funzione liscia
In matematica, una funzione liscia in un punto del suo dominio è una funzione che è differenziabile infinite volte in tale punto, o equivalentemente, che è derivabile infinite volte nel punto rispetto ad ogni sua variabile (per il teorema del differenziale totale, infatti, una funzione è differenziabile in un punto se le sue derivate parziali sono ivi continue). Se una funzione {\displaystyle f} è liscia in tutti i punti di un insieme {\displaystyle A}, si dice che essa è di classe {\displaystyle C^{\infty }} su {\displaystyle A}, e si scrive {\displaystyle f\in C^{\infty }(A)}.

## Funzioni lisce e funzioni analitiche nel caso reale
Sia {\displaystyle f:D\to \mathbb {R} } una funzione reale di variabile reale definita su un dominio {\displaystyle D\subseteq \mathbb {R} }, e si supponga che {\displaystyle f} sia liscia sull'intervallo aperto {\displaystyle I\subseteq D}. Preso allora un punto {\displaystyle x_{0}\in I}, è possibile approssimare la funzione attorno a quel punto grazie al teorema di Taylor:
{\displaystyle f(x)=f(x_{0})+f^{\prime }(x_{0})(x-x_{0})+\dots +{\frac {f^{(n)}(x_{0})}{n!}}(x-x_{0})^{n}+o((x-x_{0})^{n})}
dove la quantità {\displaystyle o((x-x_{0})^{n})} è un resto tale che:
{\displaystyle \lim _{x\to x_{0}}{\frac {o((x-x_{0})^{n})}{(x-x_{0})^{n}}}=0}
Poiché la funzione è liscia, questa approssimazione vale per ogni {\displaystyle n}. In particolare, è possibile valutare la serie di Taylor della funzione prendendo il limite per {\displaystyle n\to +\infty }:
{\displaystyle T_{f}(x):=f(x_{0})+\sum _{k=1}^{+\infty }{{\frac {f^{(k)}(x_{0})}{k!}}(x-x_{0})^{k}}}
A differenza di quanto ci si potrebbe aspettare, questa serie in generale non converge a {\displaystyle f(x)}: se la convergenza (puntuale) è verificata, si dice che {\displaystyle f} è analitica in {\displaystyle x_{0}}, e se {\displaystyle A} è l'insieme dei punti in cui {\displaystyle f} è analitica si scrive {\displaystyle f\in C^{\omega }(A)}. Poiché ogni funzione analitica è in particolare liscia, vale la relazione insiemistica:
{\displaystyle C^{\omega }(A)\subset C^{\infty }(A)}
Un discorso analogo può essere fatto per le funzioni a più variabili reali.

### Esempi
- La funzione esponenziale è una funzione liscia su tutto l'asse reale, avendo derivate di qualsiasi ordine, ciascuna multipla di se stessa:

{\displaystyle f(x)=e^{\alpha x}\Rightarrow f^{(n)}(x)=\alpha ^{n}e^{\alpha x}\quad \forall x\in \mathbb {R} }
Si dimostra che tale funzione è anche analitica su tutto l'asse reale, ossia la sua serie di Taylor converge a {\displaystyle e^{\alpha x}} per ogni {\displaystyle x} reale.
- La seguente funzione definita a tratti:

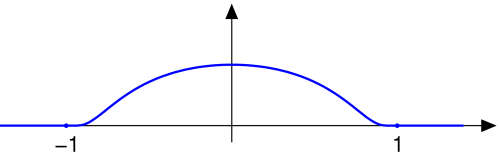
Una funzione liscia non è necessariamente analitica.

{\displaystyle f(x)={\begin{cases}\exp {\Big (}{\frac {1}{x^{2}-1}}{\Big )}&{\text{se }}|x|<1,\\0&{\text{altrove}}\end{cases}}}
è un esempio di funzione liscia ma non analitica sull'intero asse reale. Infatti, si consideri ad esempio il punto {\displaystyle x=1}: tutte le derivate destre della funzione in quel punto sono banalmente nulle, mentre le derivate sinistre valgono
{\displaystyle f^{(n)}{(1)}=\lim _{x\to 1^{-}}\exp {\Big (}{\frac {1}{x^{2}-1}}{\Big )}{\frac {d^{n}}{dx^{n}}}{(1-x^{2})^{-1}}=0}
poiché l'esponenziale decresce più rapidamente di qualunque funzione algebrica. Dal momento che tutte le derivate sinistre e destre combaciano, la funzione è infinitamente derivabile (si dice anche che "si incolla bene") in {\displaystyle x=1}. Tuttavia, si vede anche che la serie di Taylor della funzione scritta attorno a tale punto risulta identicamente nulla, mentre {\displaystyle f} è non nulla in qualunque intorno sinistro di {\displaystyle x=1}; la funzione non è perciò analitica in tale punto.

## Funzioni lisce complesse
Nel caso di funzioni complesse di variabile complessa, la liscezza in un punto (o su un insieme) discende direttamente dall'olomorfia della funzione in tale punto (o su tale insieme). Per tale motivo si parla indifferentemente di "liscezza" o di "derivabilità" di una funzione complessa. In effetti, è possibile dimostrare che una funzione complessa olomorfa su un dominio è ivi addirittura analitica (vedi Equazioni di Cauchy-Riemann).

## Definizione per le varietà differenziabili
Siano {\displaystyle M} e {\displaystyle N} varietà differenziabili e {\displaystyle p} un punto di {\displaystyle M}. Una funzione {\displaystyle F:M\rightarrow N} è detta differenziabile in {\displaystyle p} (oppure liscia o di classe {\displaystyle C^{\infty }} in {\displaystyle p}) se esistono una carta {\displaystyle (U,\phi )} in {\displaystyle p} ed una carta {\displaystyle (V,\psi )} in {\displaystyle F(p)} tali che {\displaystyle F(U)\subset V} e la composizione:
{\displaystyle \psi \circ \ F\circ \phi ^{-1}\colon \phi (U)\rightarrow \psi (V)}
sia liscia in un intorno di {\displaystyle \phi (p)}. Tale definizione non dipende dalle carte scelte: prendendo infatti altre carte {\displaystyle (U',\phi ')} e {\displaystyle (V',\phi ')} la composizione {\displaystyle \psi '\circ \ F\circ \phi '^{-1}} rimane liscia in un intorno di {\displaystyle \phi (p)}.
{\displaystyle F} è differenziabile (liscia, di classe {\displaystyle C^{\infty }}) se lo è per ogni {\displaystyle p} in {\displaystyle M}. Se inoltre {\displaystyle F} è invertibile con inversa liscia allora {\displaystyle F} si dirà un diffeomorfismo. Lo studio delle proprietà invarianti per diffeomorfismi è oggetto della topologia differenziale.

## Costruire funzioni lisce tramite restrizioni
È spesso utile costruire funzioni lisce che sono nulle al di fuori di un dato intervallo, ma non all'interno dello stesso (funzioni a supporto compatto). Tale proprietà non si può mai avere per una serie di potenze, il che fornisce un'ulteriore dimostrazione del divario tra le funzioni lisce e funzioni analitiche. 